# Afrorubria mitellata
Afrorubria mitellata är en insektsart som beskrevs av Naudé 1926. Afrorubria mitellata ingår i släktet Afrorubria och familjen dvärgstritar. Inga underarter finns listade i Catalogue of Life.